# Germanes de la Presentació de la Santíssima Mare de Déu
|  | No s'ha de confondre amb Dominiques de la Presentació de la Santíssima Verge. |

La Congregació de les Germanes de la Presentació de la Santíssima Mare de Déu (en anglès: Union of Sisters of the Presentation of the Blessed Virgin Mary, o, més breument, Presentation Sisters) és una institució religiosa femenina de dret pontifici. Els membres d'aquesta congregació posposen al seu nom les inicials PBVM

## Antecedents

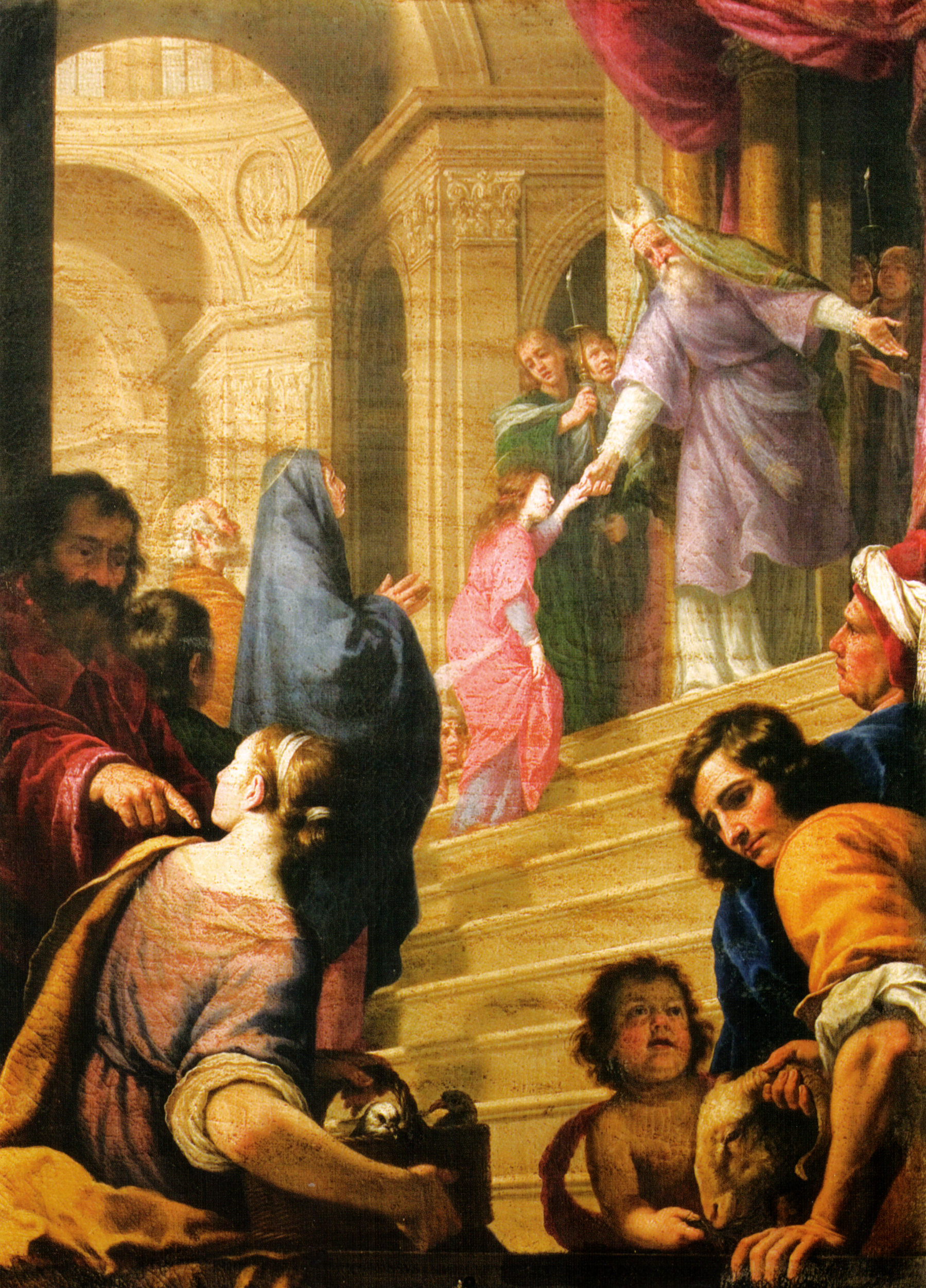
La presentació de Maria al temple : obra d’ Alfonso Boschi

La congregació va ser fundada per Nano Nagle (1718 - 1784). Passant la seva joventut a França, Nagle va quedar impactada per l'estat d’abandonament moral i material de la població irlandesa: entre 1746 i 1771 va obrir set escoles i jardins d’infants a Cork per ajudar els joves pobres i abandonats. Va trucar a les monges ursulines franceses perquè dirigissin els seus instituts, però el claustre imposat a les monges pel seu govern i el fet que tradicionalment estiguessin orientades a la formació de noies de les classes benestants va fer que la seva feina fos difícil i poc rendible.
Nagle va pensar llavors en crear un nou institut, anomenat les Germanes de la Instrucció Caritativa del Sagrat Cor, inspirat en una congregació homònima fundada a París per Jean-Jacques Olier: el fundador i altres tres aspirants van començar el noviciat el 24 de desembre de 1775, van prendre el costum religiós el 24 de juny de 1776 i el 24 de juny de 1777 van fer la seva professió de vots en presència del bisbe de Cork, John Butler. Nagle va ser elegit superior general el 8 de setembre de 1778.
L'apostolat de la congregació aviat es va estendre de l'educació a la cura dels malalts i el 1783 les monges, que van canviar el seu títol per Germanes de la presentació de la Santíssima Mare de Déu, van obrir un hospici per a ancians pobres. El treball de Nagle va ser apreciat i recolzat econòmicament per Edmund Ignatius Rice, que es va inspirar en el seu institut quan va fundar els seus Germans cristians de la presentació.
L'institut va ser aprovat per primera vegada pel papa Pius VI amb un escrit datat el 3 de setembre de 1791 com a congregació de vots simples; El 9 d'abril de 1805, el papa Pius VII va concedir a les germanes de la presentació un nou decret d'aprovació, però es van convertir en monges en l'aïllament religiós, amb vots solemnes de pobresa, obediència, castedat i educació de les noies pobres, i va prohibir que es dediquessin a la cura de llars de malalts.
Els monestirs de les Germanes de la Presentació, tots autònoms entre ells i amb noviciats interns, es van estendre ràpidament a nombrosos països anglosaxons i aviat van començar a federar-se, donant lloc a noves congregacions independents. Per decret de 25 de juny de 1976, la Congregació per a Religiosos va autoritzar la unió de 17 grups i 4 cases autònomes de les Germanes de la Presentació: el decret es va promulgar el 19 de juliol de 1976 davant el capítol general de la Unió. La congregació va continuar creixent gràcies a la fusió d'altres grups de Presentation Sisters.

## Activitats i difusió
Les Presentation Sisters estan dedicades a l'educació cristiana de les joves.
Estan presents a Europa (Irlanda, Regne Unit, Eslovàquia), Àsia (Filipines, Índia, Pakistan, Tailàndia), Àfrica (Zàmbia, Zimbabwe), Amèrica (Xile, Equador, Perú, Estats Units d'Amèrica) i Nova Zelanda ; La seu central es troba a Monasterevin, al comtat de Kildare.
Al 31 de desembre de 2005, l'institut tenia 1.340 religioses en 248 cases.